# Pachyodontus
Pachyodontus is een geslacht van kevers uit de familie van de loopkevers (Carabidae). De wetenschappelijke naam van het geslacht is voor het eerst geldig gepubliceerd in 1879 door Chaudoir.

## Soorten
Het geslacht Pachyodontus is monotypisch en omvat slechts de volgende soort:
- Pachyodontus languidus (Wiedemann, 1823)